# Región del Biobío
Die Región del Biobío (bis 2018 VIII. Región del Bío-Bío) ist eine der insgesamt 16 Regionen von Chile. Die Hauptstadt der Region ist Concepción. Sie hat insgesamt 1.556.805 Einwohner (Stand Volkszählung 2017) auf einer Fläche von 23.890 km².
Im Jahr 2018 wurde die Provinz Ñuble von der Región del Biobío abgespaltet und die eigenständige Región de Ñuble geschaffen.

## Geographie
Die Region grenzt im Norden an die Región de Ñuble und im Süden an die Región de la Araucanía. Im Osten wird sie durch die Anden begrenzt und grenzt direkt an die argentinische Provinz Neuquén. Im Westen befindet sich der Pazifische Ozean. In der Andenkordillere befinden sich mit dem Vulkan Callaqui, dem Vulkan Antuco und dem Vulkan Copahue einige wichtige Vulkane. Der namensgebende Río Bío Bío ist der bekannteste Fluss. Er bildete früher die Grenze zum Mapuche-Gebiet. Weitere wichtige Flüsse und Seen sind der Río Laja und der Río Duqueco sowie der Lago Lanalhue, die Laguna de la Laja und der Lago Lleulleu.
Daneben befinden sich einige Naturschutzgebiete in der Region. Der wichtigste Nationalpark ist der Parque Nacional Laguna de la Laja im Osten der Region. Daneben befinden sich auch noch kleine Teile des Nationalpark Nahuelbuta in der Region, wobei sich der größte Teil der Fläche in der Región de la Araucanía befindet. Außerdem befinden sich einige Nationalreservate in der Region: Das Reserva Nacional Nonquén, das Reserva Nacional Altos de Pemehue, das Reserva Nacional Isla Mocha, das Reserva Nacional Ralco sowie das Reserva Forestal Ñuble.

## Geschichte
1550 gründete der spanische Konquistador Pedro de Valdivia die Stadt Concepción an der Mündung des Río Bío Bío. Die Spanier bauten die Stadt zur Festung aus, um ihre Macht im Gebiet der Mapuche zu festigen. Es folgten die Festungen Tucapel, Lebu, Angol, Purén und Arauco. Im Dezember 1553 griffen die Mapuche die Festung Tucapel an und töteten Pedro de Valdivia. 1554 zerstörten sie auch Concepción. Eine Stadt nach der anderen wurde von ihnen zerstört. Die Spanier bauten die Städte zwar wieder auf, wurden aber im Zuge des sogenannten Arauco-Krieges weiterhin angegriffen. 1602 entschied Gouverneur Alonso de Ribera den Río Bío Bío als Grenze zum Gebiet der Mapuche anzusehen. 1647 schlossen die Spanier mit ihnen einen Friedensvertrag.
1660 wurde Concepción von einem schweren Erdbeben zerstört. Die Mapuche griffen weiterhin spanische Festungen an. Erst die chilenische und argentinische Armee konnte ihren Widerstand 1878 entscheidend brechen. Ab jetzt können europäische Einwanderer gefahrlos südlich des Río Bío Bío siedeln. Am 20. Februar 1835 und am 22. Mai 1960 wurde die Küste um Concepción von großen Tsunamis und Erdbeben zerstört. Gerade letzteres, das auch als Großes Chile-Beben bekannt wurde, zog eine große Zerstörung nach sich. Schwer getroffen wurde Biobío auch beim Erdbeben am 27. Februar 2010.
Im August 2015 beschloss die chilenische Regierung unter Präsidentin Bachelet, die bis dahin in der Región del Biobío verankerte Provinz Ñuble abzuspalten und eine eigene Región de Ñuble zu schaffen. Nach längeren Gerichtsstreitigkeiten trat das die Region schaffende Gesetz im September 2017 schließlich in Kraft, und zum 6. September 2018 wurde die Región de Ñuble eine eigenständige Region.

## Verwaltungsgliederung
Die Region unterteilt sich in nunmehr drei (bis zur Abspaltung von Ñuble im September 2018 vier) Provinzen: Die Provinz Concepción mit der  Hauptstadt Concepción, deren Großraum knapp eine Million Einwohner umfasst, die Provinz Arauco mit der Hauptstadt Lebu sowie die Provinz Bío-Bío mit der Hauptstadt Los Ángeles, die mit über 200.000 Einwohnern zweitgrößte Stadt der Region. Weitere wichtige Orte daneben sind Arauco, Cañete und Curanilahue mit jeweils etwas über 30.000 Einwohnern. Mit insgesamt über 1,5 Millionen Einwohnern ist die Región del Biobío die am drittreichsten besiedelte Region Chiles nach der Metropolregion Santiago sowie der Región de Valparaíso.
| \| Provinz \| Verwaltungszentrum \| Kommune \| Einwohner (2017)[4] \| \| ---------- \| ------------------ \| ---------------------- \| ------------------- \| \| Arauco \| Lebu \| 1 Arauco \| 36.257 \| \| Arauco \| Lebu \| 2 Cañete \| 34.537 \| \| Arauco \| Lebu \| 3 Contulmo \| 6.031 \| \| Arauco \| Lebu \| 4 Curanilahue \| 32.288 \| \| Arauco \| Lebu \| 5 Lebu \| 25.522 \| \| Arauco \| Lebu \| 6 Los Álamos \| 21.035 \| \| Arauco \| Lebu \| 7 Tirúa \| 10.417 \| \| Biobío \| Los Ángeles \| 8 Alto Biobío \| 5.923 \| \| Biobío \| Los Ángeles \| 9 Antuco \| 4.073 \| \| Biobío \| Los Ángeles \| 10 Cabrero \| 28.573 \| \| Biobío \| Los Ángeles \| 11 Laja \| 22.389 \| \| Biobío \| Los Ángeles \| 12 Los Ángeles \| 202.331 \| \| Biobío \| Los Ángeles \| 13 Mulchén \| 29.627 \| \| Biobío \| Los Ángeles \| 14 Nacimiento \| 26.315 \| \| Biobío \| Los Ángeles \| 15 Negrete \| 9.737 \| \| Biobío \| Los Ángeles \| 16 Quilaco \| 3.988 \| \| Biobío \| Los Ángeles \| 17 Quilleco \| 9.587 \| \| Biobío \| Los Ángeles \| 18 San Rosendo \| 3.412 \| \| Biobío \| Los Ángeles \| 19 Santa Bárbara \| 13.773 \| \| Biobío \| Los Ángeles \| 20 Tucapel \| 14.134 \| \| Biobío \| Los Ángeles \| 21 Yumbel \| 21.198 \| \| Concepción \| Concepción \| 22 Chiguayante \| 85.938 \| \| Concepción \| Concepción \| 23 Concepción \| 223.574 \| \| Concepción \| Concepción \| 24 Coronel \| 116.262 \| \| Concepción \| Concepción \| 25 Florida \| 10.624 \| \| Concepción \| Concepción \| 26 Hualpén \| 91.773 \| \| Concepción \| Concepción \| 27 Hualqui \| 24.333 \| \| Concepción \| Concepción \| 28 Lota \| 43.535 \| \| Concepción \| Concepción \| 29 Penco \| 47.367 \| \| Concepción \| Concepción \| 30 San Pedro de la Paz \| 131.808 \| \| Concepción \| Concepción \| 31 Santa Juana \| 13.749 \| \| Concepción \| Concepción \| 32 Talcahuano \| 151.749 \| \| Concepción \| Concepción \| 33 Tomé \| 54.946 \| |                    |                        |                  |
| Provinz | Verwaltungszentrum | Kommune                | Einwohner (2017) |
| Arauco | Lebu               | 1 Arauco               | 36.257           |
| Arauco | Lebu               | 2 Cañete               | 34.537           |
| Arauco | Lebu               | 3 Contulmo             | 6.031            |
| Arauco | Lebu               | 4 Curanilahue          | 32.288           |
| Arauco | Lebu               | 5 Lebu                 | 25.522           |
| Arauco | Lebu               | 6 Los Álamos           | 21.035           |
| Arauco | Lebu               | 7 Tirúa                | 10.417           |
| Biobío | Los Ángeles        | 8 Alto Biobío          | 5.923            |
| Biobío | Los Ángeles        | 9 Antuco               | 4.073            |
| Biobío | Los Ángeles        | 10 Cabrero             | 28.573           |
| Biobío | Los Ángeles        | 11 Laja                | 22.389           |
| Biobío | Los Ángeles        | 12 Los Ángeles         | 202.331          |
| Biobío | Los Ángeles        | 13 Mulchén             | 29.627           |
| Biobío | Los Ángeles        | 14 Nacimiento          | 26.315           |
| Biobío | Los Ángeles        | 15 Negrete             | 9.737            |
| Biobío | Los Ángeles        | 16 Quilaco             | 3.988            |
| Biobío | Los Ángeles        | 17 Quilleco            | 9.587            |
| Biobío | Los Ángeles        | 18 San Rosendo         | 3.412            |
| Biobío | Los Ángeles        | 19 Santa Bárbara       | 13.773           |
| Biobío | Los Ángeles        | 20 Tucapel             | 14.134           |
| Biobío | Los Ángeles        | 21 Yumbel              | 21.198           |
| Concepción | Concepción         | 22 Chiguayante         | 85.938           |
| Concepción | Concepción         | 23 Concepción          | 223.574          |
| Concepción | Concepción         | 24 Coronel             | 116.262          |
| Concepción | Concepción         | 25 Florida             | 10.624           |
| Concepción | Concepción         | 26 Hualpén             | 91.773           |
| Concepción | Concepción         | 27 Hualqui             | 24.333           |
| Concepción | Concepción         | 28 Lota                | 43.535           |
| Concepción | Concepción         | 29 Penco               | 47.367           |
| Concepción | Concepción         | 30 San Pedro de la Paz | 131.808          |
| Concepción | Concepción         | 31 Santa Juana         | 13.749           |
| Concepción | Concepción         | 32 Talcahuano          | 151.749          |
| Concepción | Concepción         | 33 Tomé                | 54.946           |

## Wirtschaft und Tourismus
Concepción ist eine große Industrieregion. Wichtige Industriezweige sind die Stahl-, Kohle- und Petro-Industrie, sowie die Fischerei. Mehrere große Häfen wie beispielsweise in Talcahuano und Eisenbahnstrecken dienen der Versorgung Mittel-Chiles. Biobío ist Chiles größtes Wein-Anbaugebiet (siehe hierzu auch den Artikel Weinbau in Chile). Über die Ruta 5, die auch Teil der Panamericana ist, ist die Region mit dem Rest des Landes verbunden. Daneben befindet sich der Flughafen Concepción in der Region, von dem aus nationale und internationale Ziele angeflogen werden.
Der Tourismus spielt ebenfalls eine große Rolle. Die Küsten mit ihren weiten Stränden sind sehr beliebt, besonders die Fischerörtchen wie Cobquecura, Coliumo, Caleta, Tumbes und Tirúa. Der Küste vorgelagert befinden sich mehrere Inseln wie die Isla Quiriquina, welche sich im Besitz der chilenischen Marine befindet, die Isla Santa María, von Punta Lavapié aus zu erreichen, und die eindrucksvolle Isla Mocha, in deren Zentrum sich ein Naturreservat mit ein paar kleinen Lagunen befindet. Der Pferdekarren ist das gebräuchlichste Verkehrsmittel auf der Insel.
Die Gebiete östlich von Chillán an der argentinischen Grenze sind ideale Skigebiete, ganz besonders zu erwähnen ist das Skigebiet Nevados de Chillán. Die Anden erheben sich hier auf über 3000 Meter Höhe. Auch die Nationalparks und Naturreservate sind beliebte Touristenziele, besonders auch wegen der dort beherbergten Spezien wie den Zwerghirschen Pudú, dem Kondor, sowie dem Puma. Der mittelgroße Wasserfall Salto del Laja befindet sich zwischen Chillán und Los Angeles.

## Fotogalerie

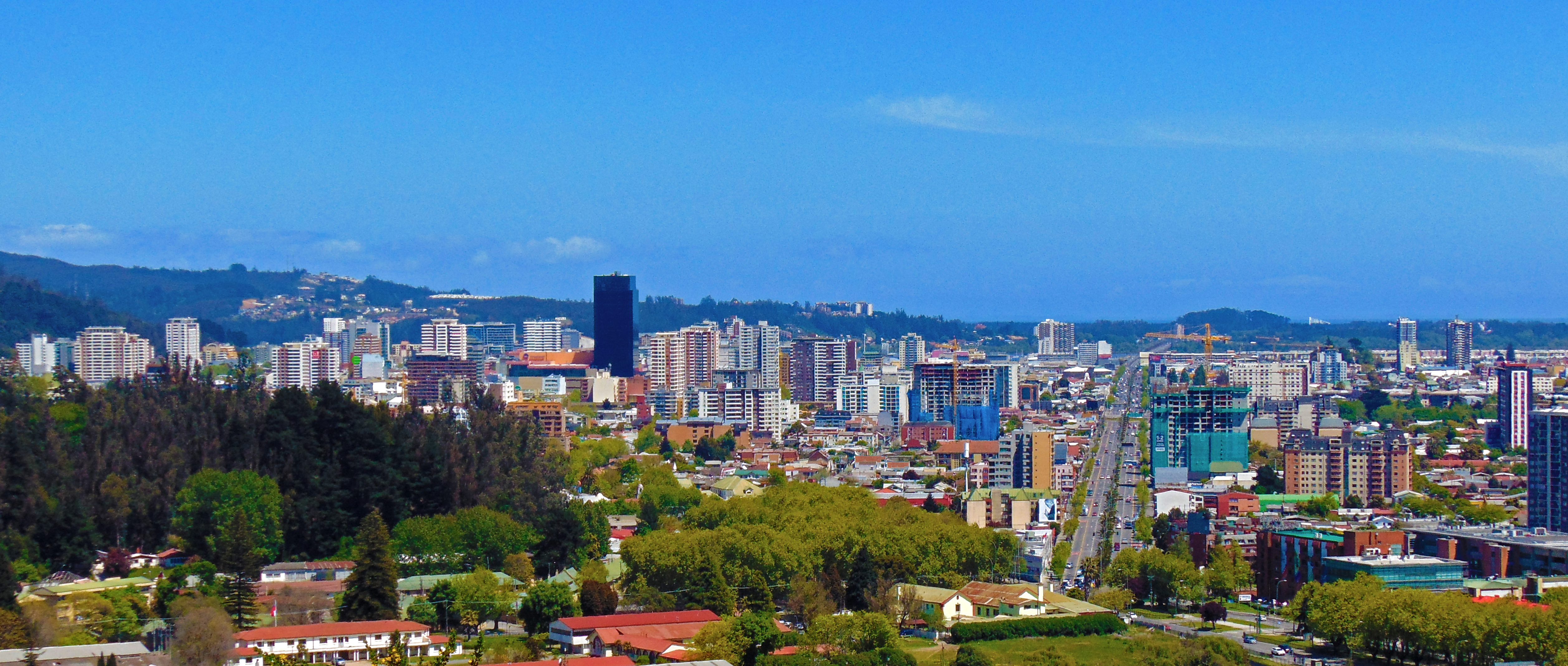
Blick auf Concepción, die Hauptstadt der Region
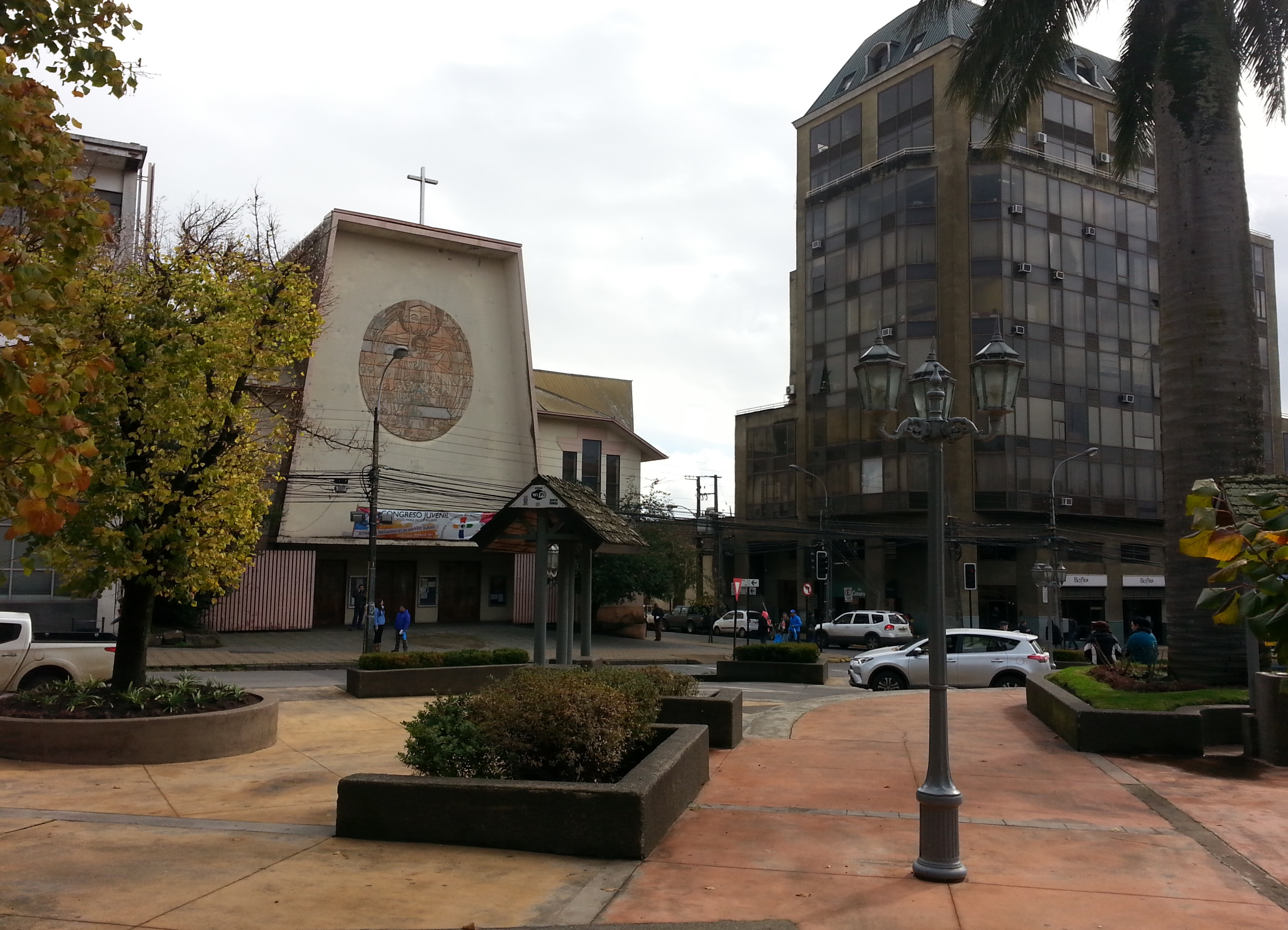
Die Kathedrale von Los Ángeles
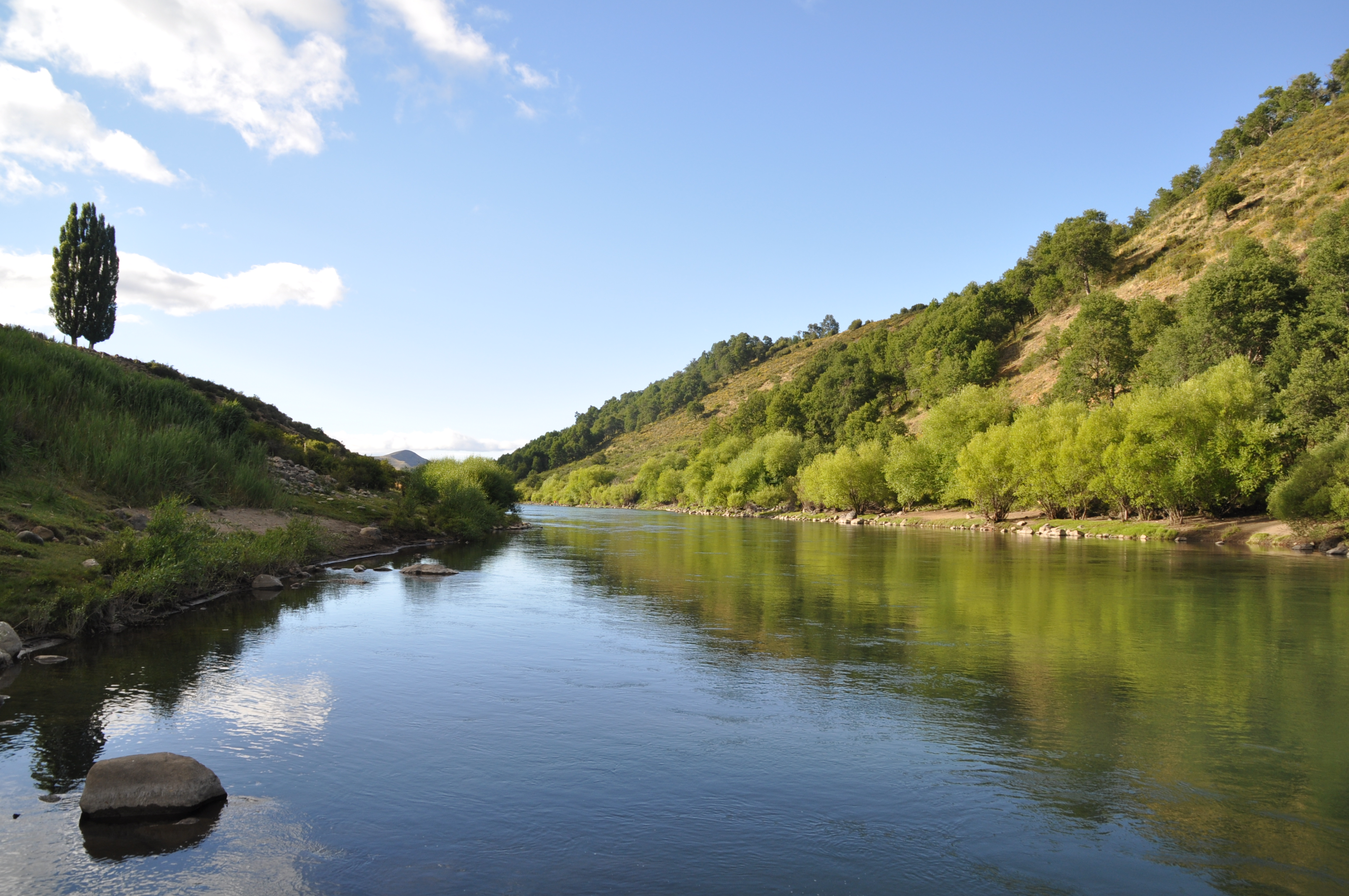
Der namensgebende Río Biobío
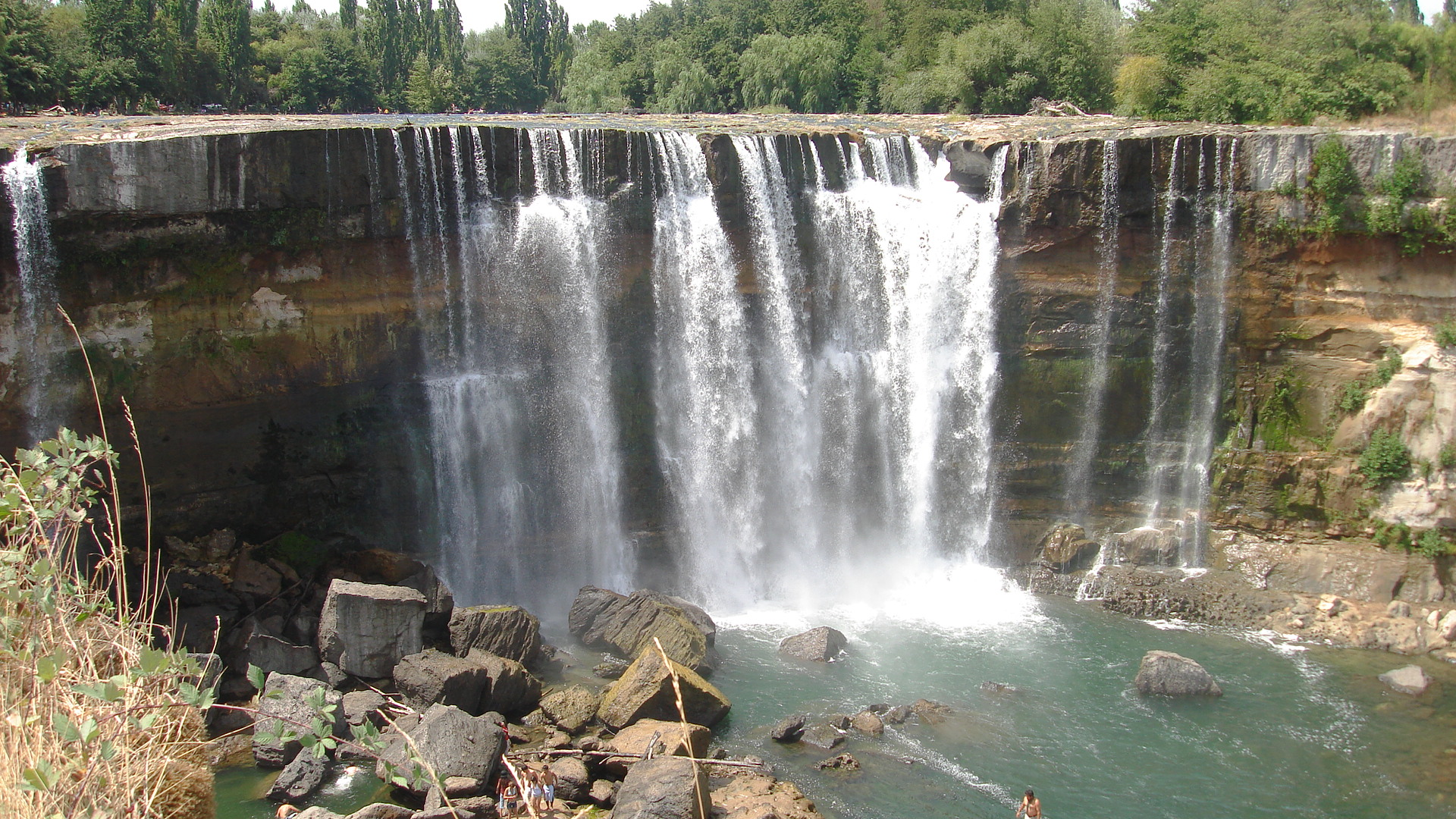
Die Saltos del Laja
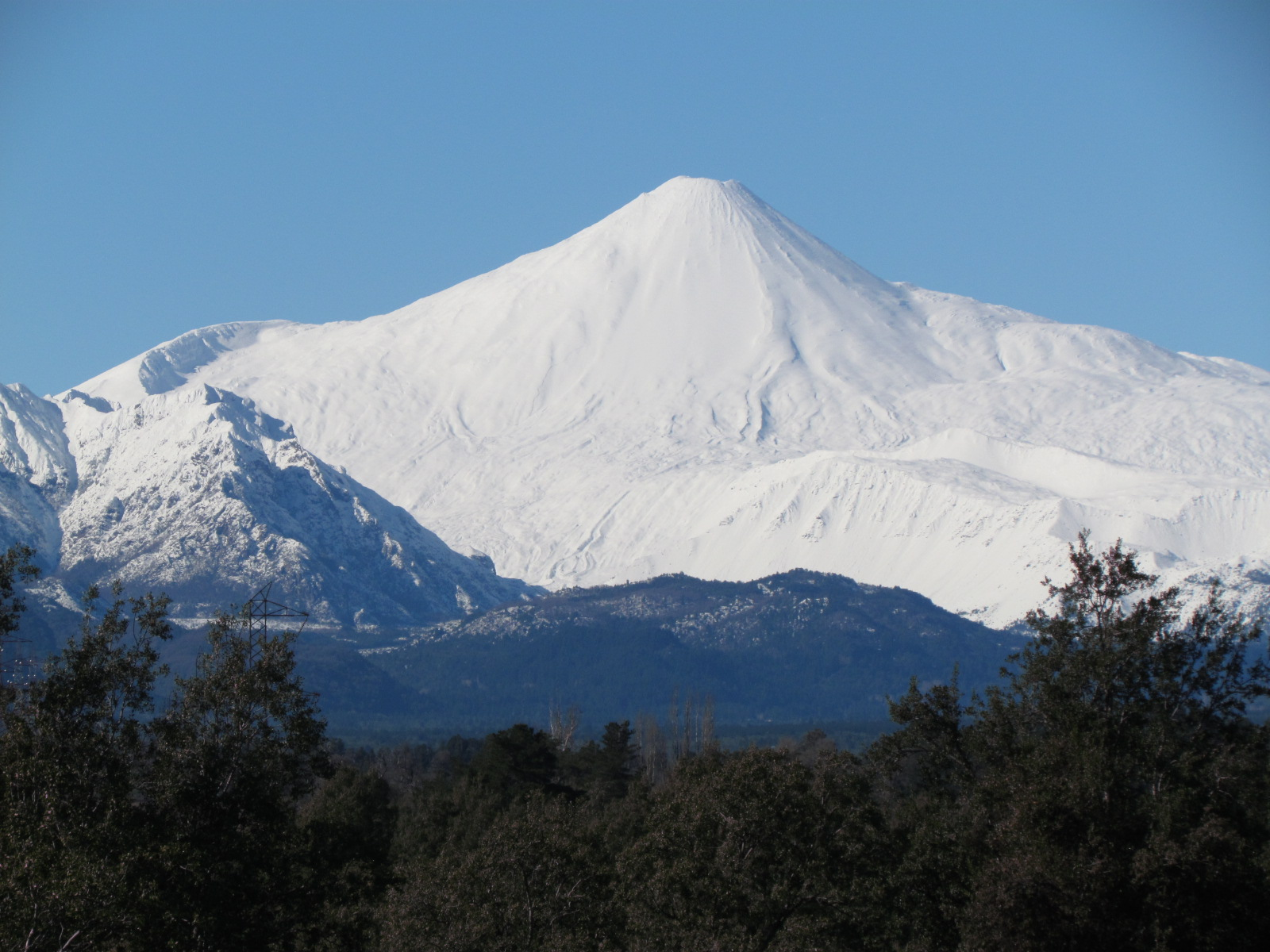
Der Vulkan Antuaco
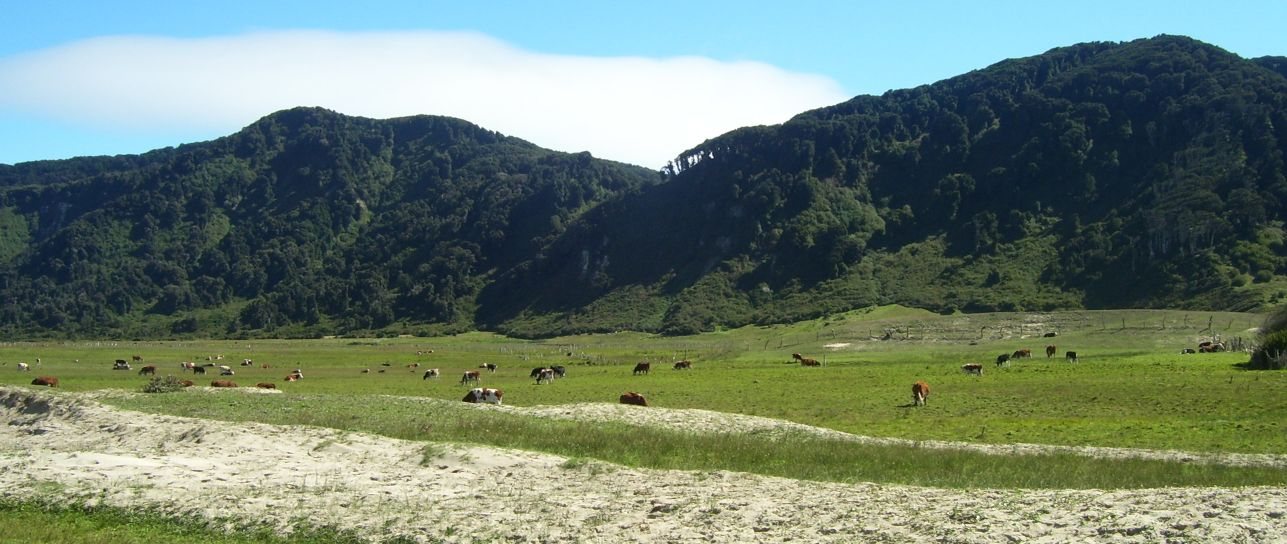
Landschaft auf der Isla Mocha
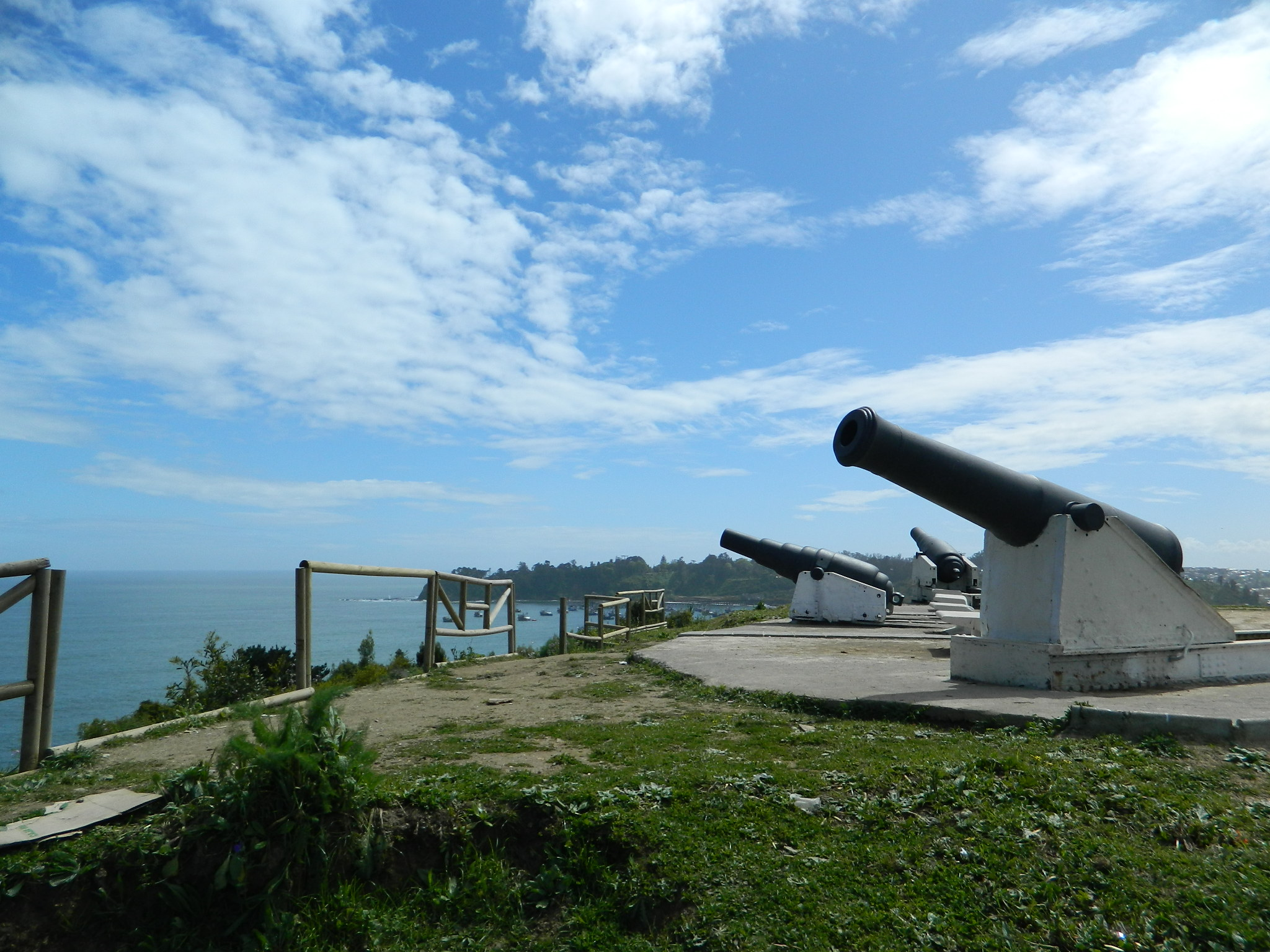
Verteidigungsanlagen im Fuerte Colcura